# Bukit Jok
Bukit Jok är en kulle i Indonesien.   Den ligger i provinsen Aceh, i den västra delen av landet, 1 600 km nordväst om huvudstaden Jakarta. Toppen på Bukit Jok är 83 meter över havet, eller 66 meter över den omgivande terrängen. Bredden vid basen är 1,6 km.
Terrängen runt Bukit Jok är huvudsakligen platt.Runt Bukit Jok är det ganska tätbefolkat, med 65 invånare per kvadratkilometer. Trakten runt Bukit Jok består huvudsakligen av våtmarker.